# Rudolf Popper
Rudolf Popper (31. ledna 1873, Vídeň – 7. května 1967, Duchcov) byl akademický malíř.

## Život
Pocházel z česko-rakouské rodiny s židovskými kořeny. Jeho otec se dva roky po Rudolfově narození vlastní rukou připravil o život, což se významně projevilo na situaci rodiny. Matka se znovu provdala a Rudolfa pak nějakou dobu vychovával strýc v Napajdelech.
Vyučil se litografem a po večerech zároveň navštěvoval kreslířský kurz. Dále studoval malířství na Akademii výtvarných umění ve Vídni, kde se mu věnoval prof. Christian Griepenkerl. Studia dokončil v roce 1894 a poté působil v Mnichově, kde pracoval na freskách v kostelech, další jeho kroky vedly do Sarajeva a Mostaru. V Bosně a Hercegovině pracoval na portrétu arcibiskupa Josipa Stadlera.
Pět let žil v Paříži, kde v roce 1900 navštívil Světovou výstavu a seznámil se s Františkem Kupkou. Ve francouzské metropoli rok studoval na malířské akademii, jinak se živil kresbou pro vědecké publikace, poté se uplatnil jako kolorista a portrétista ve fotografickém ateliéru v Lyonu.
Během první světové války byl jako občan Rakousko-Uherska internován na Korsice v bývalém klášteře v Corbaře a později ve vesnici Oletta. Spolu s ním zde pobývaly i jiné známé osobnosti, např. malíři Max Schulze-Sölde a Gustave Lino či fotograf Rudolf Franz Lehnert, s mnohými dlouhodobě udržoval vztahy i po vyhlášení míru a získání svobody.
Na Korsice žil po celou dobu války, a když se rok poté vrátil do Vídně, byl jako poloviční Čech vyhoštěn do Československa. Pobýval v Praze, později v bývalém ruském zajateckém táboře v Terezíně.
Od roku 1926 žil v ústecké čtvrti Střekov, kde si zřídil ateliér a věnoval se především portrétní činnosti. Dával nejen hodiny malování, ale také náboženství, byl totiž členem Neu-Salem-Gesellschaft, tj. volného sdružení vykladačů Bible novokřtěneckého zaměření. Stal se též členem uměleckého spolku Metznerbund, s nímž pak vystavoval.
Graficky zpracovával politické plakáty a letáky, konkrétně pro sociální demokraty a komunisty, s nimiž se dříve seznámil v Terezíně. To byl vedle jeho židovského původu další důvod, proč byl během druhé světové války perzekvován a nacisté dokonce zničili velkou část jeho monumentálních obrazů. Byla mu zakázaná výtvarná činnost a pracoval mohl jen jako malíř pokojů a lakýrník v Litoměřicích a později jako retušér a modelér v ústecké Mareschově keramické továrně, kde působil až do roku 1947, kdy byla továrna zrušena a Rudolf Popper odešel do důchodu, nicméně výtvarné činnosti se věnoval nadále.
Od roku 1964 žil v domově důchodců v Duchcově, kde strávil poslední tři roky svého života. Zemřel, aniž by se kdy oženil. Pohřben byl na Střekově a jeho dochovaná díla jsou uložena v Archivu města Ústí nad Labem.

## Dílo
Za vrchol jeho tvorby jsou považovány jeho krajinné akvarely a portréty z Korsiky, dále je autorem krajinných studií z Českého středohoří a okolí Ústí nad Labem. Vedle akvarelů pracoval také s tuší, uhlem a keramickou glazurou.

### Seznam děl (výběr)
- Pohled na rajský dvůr kláštera sv. Dominika v Corbaře (1916, akvarel)
- Korsičan s dýmkou (1916, kresba uhlem)
- Přístav v Corbaře (1917, akvarel)
- Portrét Korsičanky (1918, kresba uhlem)
- Trestání vojáka (1925, kresba tužkou)
- Červánky (1926, akvarel)
- Mlýn na Lindavě (1929, akvarel)
- Bertino údolí (1930, akvarel)
- Portrét paní Gertnerové z Trmic (1930, akvarel)
- Žena v červených šatech (1938, kvaš)
- Ulička v Dolních Zálezlech (1947, akvarel)